# Colchonero

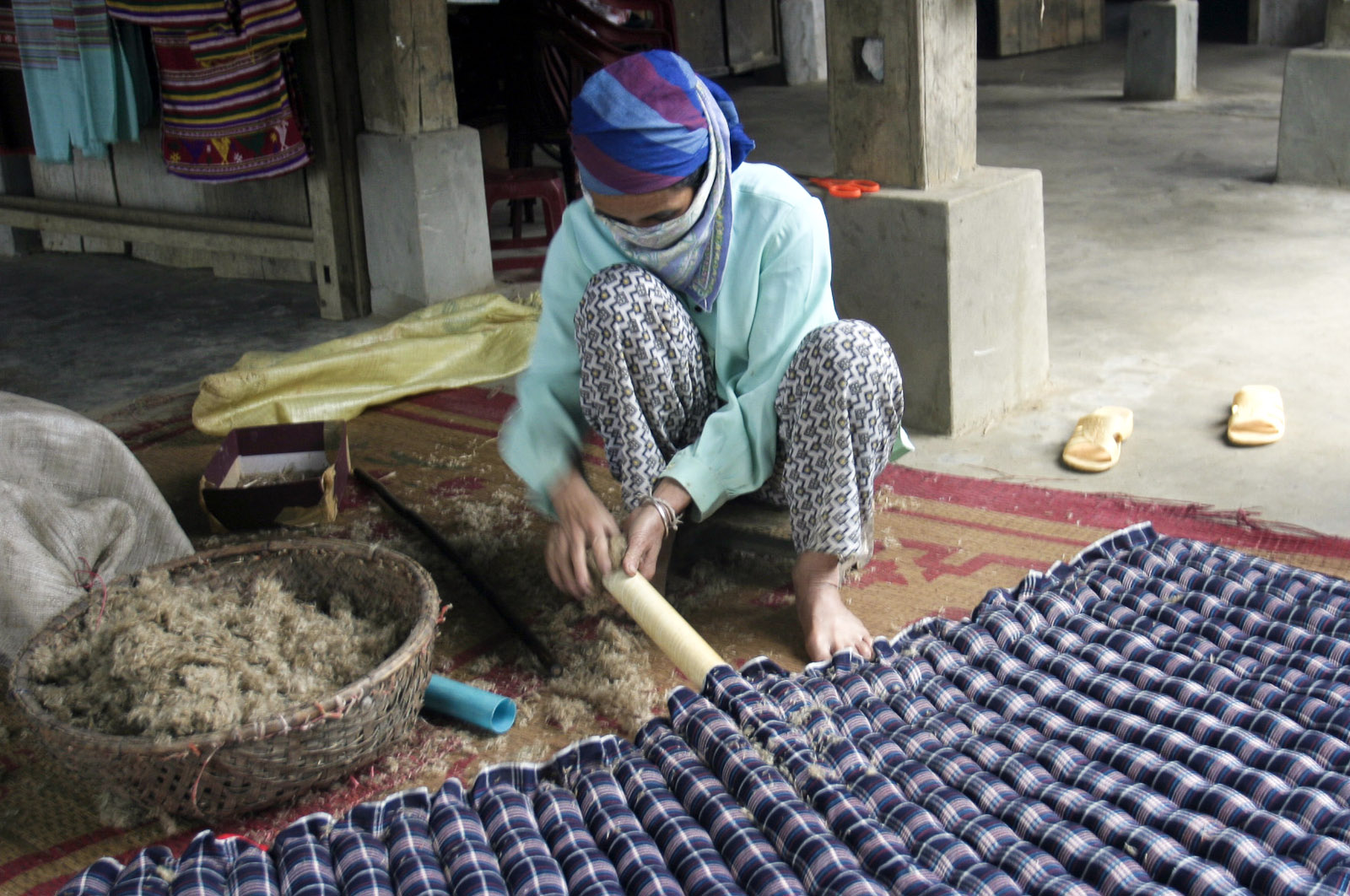
Colchonera rellenando un colchón

Colchón relleno de algodón

El colchonero es el operario que construye y repara colchones. 
Con la fabricación industrial de colchones se ha perdido el oficio de colchonero siendo una ocupación habitual cuando los colchones se rellenaban de lana, crin u otros materiales. Regularmente los colchoneros iban de casa en casa, ya sea para hacer colchones nuevos ya para rehacer los que por estar muy usados habían perdido su elasticidad. Llevaban consigo todos los instrumentos necesarios, solamente se les daba la tela, lana o crin.

## Procedimiento de fabricación artesanal
Para construir bien un colchón es necesario montar la tela sobre un bastidor y extenderla según la anchura y longitud de la cama para la cual está destinado. Este bastidor se compone de cuatro listones que tienen en mitad de su anchura una multitud de agujeros practicados a una distancia de unos 6 centímetros el uno del otro. En mitad del ancho de estos listones se clavan unos ganchos pequeños de hierro, capaces de resistir una tensión bastante fuerte con la punta en la misma dirección. Se ve que por medio de estos cuatro listones y de cuatro chavetas de hierro, se puede fácilmente formar un cuadro del tamaño determinado y de una solidez bastante para sostener la obra que se ha de hacer. 
Antes de hablar del modo de rehacer el colchón, es indispensable indicar cómo se prepara la lana y la crin a fin de que vuelvan a tener la elasticidad que habían perdido. Los colchoneros inteligentes que no quieren fatigar la lana y sobre todo no romperla porque pronto se reduciría a polvo, no se contentan de cardarla; la baten a fin de separar las hebras que se han reunido por una especie de fieltro. Para lograrlo extienden un cañizo de mimbre sobre dos banquillos, echan la lana encima y con una varilla en cada mano, la baten hasta que esté bien abierta. Este método tiene la doble ventaja de abrir perfectamente la lana desfieltrándola como acabamos de indicar y de hacer salir todo el polvo que podía haber reunido el cual cae debajo del cañizo.

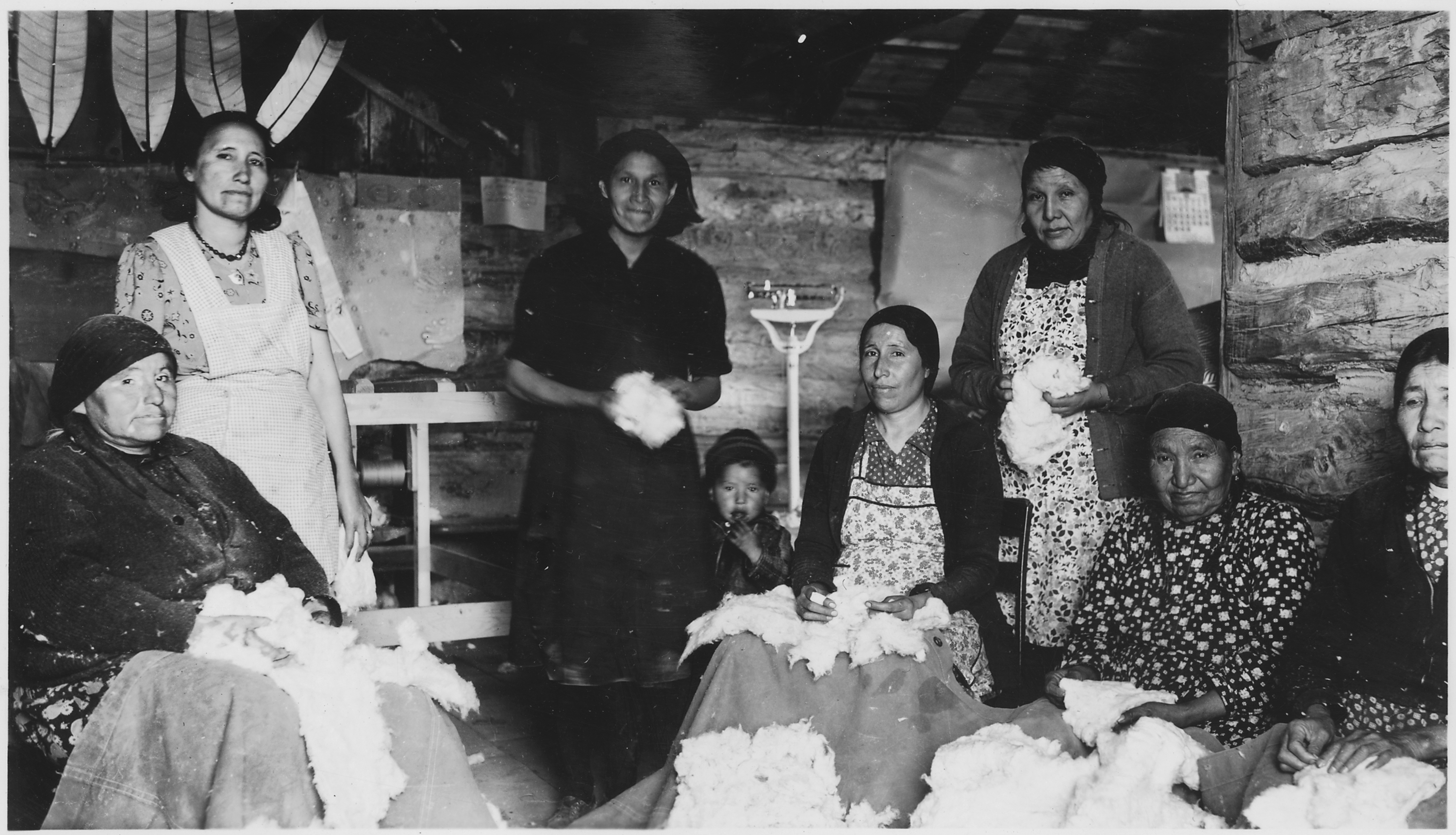
Mujeres ahuecando algodón para rellenar colchones (1941)

Después de haber batido la lana con mucho cuidado, se carda, no con cardas pequeñas de mano porque la rompen, sino con cardas grandes que tienen los dientes largos y gruesos, colocando una sobre el extremo de un banco apoyado contra la pared y sobre el cual se ahorcaja y tiene la otra caída con las dos manos. Haciendo uso de esta operación, casi no experimenta menoscabo y la lana conserva mucho tiempo la elasticidad que se le ha vuelto.
Cuando la lana o la crin están cardados se monta el bastidor; para esto se toma la anchura y la longitud de la cama. Se lleva esta anchura sobre los listones pequeños meciéndola en la línea de los agujeros haciendo otro tanto de la longitud y se fijan los cuatro listones en estos puntos por medio de las cuatro clavijas redondas de hierro las que entran todas A una vez en los dos agujeros de los dos listones colocados en cruz el uno sobre el otro. Esta medida da un colchón más corto de algunas pulgadas en longitud y en anchura que tiene la cama a que está destinado. Esto es necesario, porque el colchón al cabo de algunos días se baja, lo que le hace aumentar en longitud y en anchura y queda por esto del tamaño necesario; sin esta precaución poco tiempo después de rehecho el colchón, sería demasiado largo y demasiado ancho.

Dos hombres batiendo colchones (1947)

La tela se prepara de manera que las dos partes que deben formar la superior e inferior presenten una sola pieza. Se engancha por sus extremos un poco doblados sobre los ganchos, se extiende bien tirándola del costado en donde cuelga lo sobrante de la tela que debe cubrir la lana, se estira también la tela por sus dos extremos, enganchándola de la misma manera. Se extiende la lana o la crin con igualdad sobre la tela. Entonces se cubre la lana con la tela y se estira esta de la misma manera que se ha estirado la primera, doblando por dentro lo sobrante de la tela. Se cosen las dos telas juntas por la cada costado, reservando las puntas. Después de esto se los punza y para esto se sirven de una aguja grande de cerca 30 centímetros de largo y de hilo bueno; se aprieta fuertemente el punto, que es doble y a fin de que el hilo no corte la tela que se halla entre los dos puntos, se pone en esta parte tanto encima como debajo un pequeño tacón de lana que se ha reservado para esto. 